# Purpuricenus budensis
Purpuricenus budensis је врста инсекта из реда тврдокрилаца (Coleoptera) и породице стрижибуба. Сврстана је у потпородицу Cerambycinae.

## Распрострањеност
Врста је распрострањена на подручју источног медитерана и јужне Европе. У Србији је широко распрострањена врста.

## Опис
Глава, ноге и антене су црне боје, пронотум је потпуно црн или делимично црвен. Покрилца су црвене боје и са широком сутуралном штрафтом црне боје. Антене су дуге до врло дуге. Дужина тела је од 10 до 22 mm.

## Биологија
Животни циклус траје две до три године. Ларве се развијају у сувим гранчицама мртвог дрвећа. Адулти су активни од маја до августа и срећу се на цвећу. Као домаћин јављају се различите врсте листопадног дрвећа (храст, врба, шљива, кајсија, итд.).

## Статус заштите
Purpuricenus budensis се налази на Европској црвеној листи сапроксилних тврдокрилаца.

## Синоними
- Cerambyx budensis Götz, 1783
- Purpuricenus wredii Fischer von Waldheim, 1824